# 西端幸雄
西端 幸雄（にしはた ゆきお、1946年 - ）は、日本の国語学者。学位は、文学博士（奈良女子大学・2005年）（学位論文「平安朝仮名文学作品語彙の研究」）。大阪樟蔭女子大学教授。

## 人物
滋賀県生まれ。1969年滋賀大学教育学部卒業。1976年大阪市立大学大学院博士課程単位取得退学。大阪樟蔭女子大学国文学科助教授、教授。2005年「平安朝仮名文学作品語彙の研究」で奈良女子大学より文学博士の学位を取得。

## 著書

### 単著
- 『ぶっつけ推薦入試 短大・四大合格る面接・小論文』文英堂　1990　シグマベスト
- 『古代朝鮮語で日本の古典は読めるか』大和書房　1991
- 『平安朝仮名文学作品語彙の研究』金壽堂出版　2010
- 『勝てる推薦入試』文英堂　2004　シグマベスト

### 共編著
- 『詞花和歌集総索引』和泉書院　1989
- 『後拾遺和歌集総索引』和泉書院　1992
- 『平安日記文学土佐日記・蜻蛉日記・和泉式部日記・紫式部日記・更級日記総合語彙索引』共編　勉誠社　1996
- 『後撰和歌集総索引』和泉書院　1997
- 『土井本太平記 本文及び語彙索引』志甫由紀恵共編　勉誠社　1997
- 『これからの日本文学』丸山顯徳、廣田收、三浦俊介共編著　金壽堂出版　2001